# Élections sénatoriales de 1932 dans la Mayenne
Les élections sénatoriales en Mayenne ont lieu le 16 octobre 1932. Elles ont pour but d'élire les 3 sénateurs représentant le département au Sénat pour un mandat de neuf années.

## Mode de scrutin
Ces élections se déroule au scrutin indirect, majoritaire et plurinominal, selon la loi du 10 décembre 1884.
Ne peuvent voter que : 
- de 1 à 24 délégués par commune, élus par chaque conseil municipal ;
- les conseillers généraux (un par canton) ;
- les conseillers d'arrondissements ;
- les députés du département ;
- les sénateurs sortants.

## Élection partielle durant le mandat 1920-1924
Il y a eu deux élections partielles durant ce mandat à la suite du décès de Gustave Denis et Christian d'Elva.
Aucun candidat n'est présenté contre Henri de Monti de Rezé. Le.parti républicain a estimé qu’il était inutile de présenter un candidat, puisqu’à l’avance, il n'est pas discutable qu’il aurait été battu à une importante minorité.
| Candidat et parti politique | Candidat et parti politique | Candidat et parti politique | Premier tour | Premier tour | Second tour | Second tour | Troisième tour | Troisième tour |
| Candidat et parti politique | Candidat et parti politique | Candidat et parti politique | Voix         | %            | Voix        | %           | Voix           | %              |
| --------------------------- | --------------------------- | --------------------------- | ------------ | ------------ | ----------- | ----------- | -------------- | -------------- |
|                             | Edmond Leblanc              |                             | 365          |              |             |             |                |                |
|                             | Jean Chaulin-Servinière     |                             | 253          |              |             |             |                |                |
|                             | Divers                      |                             | 4            |              |             |             |                |                |
|                             |                             |                             |              |              |             |             |                |                |
| Inscrits                    | Inscrits                    | Inscrits                    | 625          |              |             |             |                |                |
| Abstentions                 |                             |                             |              |              |             |             |                |                |
| Votants                     | Votants                     | Votants                     | 622          |              |             |             |                |                |
| Blancs et nuls              | Blancs et nuls              | Blancs et nuls              | 1            |              |             |             |                |                |
| Exprimés                    |                             |                             |              |              |             |             |                |                |

| Candidat et parti politique | Candidat et parti politique | Candidat et parti politique | Premier tour | Premier tour | Second tour | Second tour | Troisième tour | Troisième tour |
| Candidat et parti politique | Candidat et parti politique | Candidat et parti politique | Voix         | %            | Voix        | %           | Voix           | %              |
| --------------------------- | --------------------------- | --------------------------- | ------------ | ------------ | ----------- | ----------- | -------------- | -------------- |
|                             | Henri de Monti de Rezé      |                             | 394          |              |             |             |                |                |
|                             | Divers                      |                             | 74           |              |             |             |                |                |
|                             |                             |                             |              |              |             |             |                |                |
| Inscrits                    | Inscrits                    | Inscrits                    | 623          |              |             |             |                |                |
| Abstentions                 |                             |                             |              |              |             |             |                |                |
| Votants                     | Votants                     | Votants                     | 620          |              |             |             |                |                |
| Blancs et nuls              | Blancs et nuls              | Blancs et nuls              | 152          |              |             |             |                |                |
| Exprimés                    | Exprimés                    | Exprimés                    | 468          |              |             |             |                |                |

## Sénateurs sortants
| Sénateur | Sénateur               | Parti | Fonctions lors de l'élection en 1932                             |
| -------- | ---------------------- | ----- | ---------------------------------------------------------------- |
|          | Edmond Leblanc         |       | Maire du Ribay, sénateur, conseiller général du Canton du Horps. |
|          | Henri de Monti de Rezé |       | Maire de Montjean, sénateur.                                     |
|          | Eugène Jamin           |       | Maire de Laval, sénateur, président du conseil général.          |

## Présentation des candidats
| Sénateur | Sénateur               | Parti                                 | Fonctions lors de l'élection en 1932                                         |
| -------- | ---------------------- | ------------------------------------- | ---------------------------------------------------------------------------- |
|          | Edmond Leblanc         | Liste sortante d'Entente Républicaine | Maire du Ribay, sénateur, conseiller général du Canton du Horps.             |
|          | René Blanchard         | Liste Radicale                        | Avoué, Maire de Mayenne                                                      |
|          | Eugène Jamin           | Liste d'Entente Républicaine          | Maire de Laval, sénateur, président du conseil général.                      |
|          | Henri de Monti de Rezé | Liste d'Entente Républicaine          | Maire de Montjean, sénateur.                                                 |
|          | Charles Mille          | Liste Radicale                        | Agriculteur, maire d'Assé-le-Bérenger, Conseiller général du Canton d'Evron, |
|          | Charles Gandon fils    | Liste Radicale                        | Conseiller d'arrondissement du canton de Grez-en-Bouère                      |
|          | Leloup                 | Indépendant                           |                                                                              |
|          | Mailler                | Candidat de défense populaire         |                                                                              |

## Résultats
Il n'y a pas de liste conservatrice à cette élection. Les sortants sont tous réélus.
|                | Eugène Jamin            |          | 440 |  |  |  |  |  |  |  |
|                | Edmond Leblanc          |          | 428 |  |  |  |  |  |  |  |
|                | Henri de Monti de Rezé  |          | 408 |  |  |  |  |  |  |  |
|                | René Blanchard          |          | 192 |  |  |  |  |  |  |  |
|                | Auguste Mille           |          | 191 |  |  |  |  |  |  |  |
|                | Charles Gandon fils     |          | 164 |  |  |  |  |  |  |  |
|                | Leloup                  |          | 2   |  |  |  |  |  |  |  |
|                | Mailler                 |          | 1   |  |  |  |  |  |  |  |
|                | Jean Chaulin-Servinière |          | 1   |  |  |  |  |  |  |  |
|                |                         |          |     |  |  |  |  |  |  |  |
| Inscrits       | Inscrits                | Inscrits | 624 |  |  |  |  |  |  |  |
| Abstentions    |                         |          |     |  |  |  |  |  |  |  |
| Votants        | Votants                 | Votants  | 623 |  |  |  |  |  |  |  |
| Blancs et nuls |                         |          |     |  |  |  |  |  |  |  |
| Exprimés       |                         |          |     |  |  |  |  |  |  |  |

## Élection partielle pendant le mandat
Il y a une élection partielle durant ce mandat à la suite du décès de Eugène Jamin. 
| Candidat et parti politique | Candidat et parti politique | Candidat et parti politique | Premier tour | Premier tour | Second tour | Second tour | Troisième tour | Troisième tour |
| Candidat et parti politique | Candidat et parti politique | Candidat et parti politique | Voix         | %            | Voix        | %           | Voix           | %              |
| --------------------------- | --------------------------- | --------------------------- | ------------ | ------------ | ----------- | ----------- | -------------- | -------------- |
|                             | Ferdinand Le Pelletier      |                             | 434          |              |             |             |                |                |
|                             | Guichon                     |                             | 169          |              |             |             |                |                |
|                             | Divers                      |                             | 8            |              |             |             |                |                |
|                             |                             |                             |              |              |             |             |                |                |
| Inscrits                    | Inscrits                    | Inscrits                    | 623          |              |             |             |                |                |
| Abstentions                 |                             |                             |              |              |             |             |                |                |
| Votants                     | Votants                     | Votants                     | 620          |              |             |             |                |                |
| Blancs et nuls              |                             |                             |              |              |             |             |                |                |
| Exprimés                    | Exprimés                    | Exprimés                    | 611          |              |             |             |                |                |

## Sources
- La Vie socialiste, 22 octobre 1932
- La Mayenne, 18 octobre 1932
- La Gazette de Château-Gontier, 21 juin 1925
- Le Républicain de la Mayenne, 28 janvier 1934